# Ramón Albarrán y García-Marqués
Ramón Albarrán y García-Marqués (Badajoz, 9 de enero de 1846-7 de enero de 1895) fue un ingeniero, marino y escritor militar español.

## Biografía
Nació en Badajoz, en el seno de una familia perteneciente a la alta burguesía de la ciudad. Tenía un hermano, llamado Manuel María Tras asistir al Instituto Provincial, cursó la carrera de artillero en la Academia de la Armada. Además de desempeñar varios comisiones para su cuerpo, publicó las siguientes obras:
- Los Torpedos en la guerra marítima (1875);
- Manual de Torpedos (1878); y
- Aparato de Estación para el servicio de los torpedos eléctricos (1880).

Fue miembro de la Sociedad Económica Matritense, la Asociación de Escritores y Artistas Españoles y la Sociedad Geográfica de Madrid.
Fue Benemérito de la Patria y se le concedió también la cruz de la portuguesa Orden de Cristo. Asimismo, recibió varias condecoraciones navales.
Falleció en 1895.